# Hunter (série télévisée, 1977)
Hunter est une série télévisée américaine d'espionnage en 13 épisodes de 50 minutes et un pilote non diffusé, créée par William Blinn et diffusée entre le 18 février 1977 et le 27 mai 1977 sur le réseau CBS.
La série a été diffusée en France sur Antenne 2 du 17 juin 1979 jusqu'au 11 février 1983.

## Synopsis
James Hunter est le propriétaire d'une librairie à Santa Barbara. Ancien agent des services secrets pour le compte de "L'Agence", il n'officie plus depuis des années car refusant les méthodes de ses supérieurs. De nouveau recruté par le Général Baker, il doit rempiler pour de dangereuses missions. Agissant généralement seul, il lui est néanmoins adjoint un autre agent : Marty Shaw. Cette superbe jeune femme, mannequin dans le civil, est une redoutable espionne.

## Fiche technique
- Titre original : Hunter
- Créateur : William Blinn
- Producteur : Christopher Morgan
- Producteurs exécutifs : Lee Rich et Philip Capice
- Producteur superviseur : Neil T. Maffeo
- Supervision de l'écriture : George Bellak
- Distribution : Barbara Miller
- Directeur de la photographie : Fred Jackman
- Thème musical : Richard Shores
- Musique : Richard Shores
- Décors : Theodore Lake
- Maquillage : John Inzerella
- Coiffure : Gloria Algeo
- Costumes : Bill Tiegs et Linda Henrikson
- Supervision montage : Gene Fowler
- Montage : Gordon D. Scott, Bernard Balmuth, David Blangsted et Michael A. Hoey
- Générique : Ken Rudolph
- Compagnies de production : Lorimar Productions
- Compagnie de distribution : Worldvision
- Pays d'origine :  États-Unis
- Langue : Anglais Mono
- Image : Couleurs
- Durée : 13 x 50 minutes
- Ratio écran : 1.33:1 plein écran 4:3
- Négatif : 35 mm

## Acteurs principaux
- James Franciscus : James Hunter (VF: bernard woringer)
- Linda Evans : Marty Shaw (VF: danielle volle)
- Ralph Bellamy : Général Baker

## Épisodes
- Hunter (pilote de la série inédit en France)

1. Le retour de Barbe-Noire (Bluebird is Back)
2. Le sosie (Mirror Image)
3. Le robot (The Lysenko Syndrome)
4. Le complot (The Hit)
5. Les témoins (The Costa Rican Connection)
6. Le Groupe K, première partie (The K Group, part 1)
7. Le Groupe K, deuxième partie (The K Group, part 2)
8. Le revenant (The Barking Dog)
9. L'échange (Yestarday, Upon The Stairs)
10. Le disparu (The Backup)
11. Un dossier brûlant (The Lovejoy File)
12. Alerte à la bombe (U.F.M. 113)
13. Corruption (The Chand is Burning) (épisode inédit à la télévision américaine)